# Iudit Moscu
Iudit Moscu – rumuńska strzelczyni, medalistka mistrzostw świata i mistrzyni Europy.

## Kariera sportowa
Moscu raz stanęła na podium mistrzostw świata. W 1958 roku zdobyła brązowy medal w karabinie małokalibrowym leżąc z 50 i 100 m lub jardów, przegrywając wyłącznie z Jeleną Donską i Rimmą Zielenko ze Związku Radzieckiego. Moscu została tym samym pierwszą Rumunką, która zdobyła medal na strzeleckich mistrzostwach świata. 
Stała także na podium mistrzostw Europy. W 1955 roku została trzykrotną drużynową medalistką w karabinie małokalibrowym. W postawie klęczącej Rumunki wywalczyły złoto, zaś w leżącej i trzech postawach osiągnęły tytuły wicemistrzyń kontynentu.

## Wyniki

### Medale mistrzostw świata
Opracowano na podstawie materiałów źródłowych:
| Mistrzostwa | Konkurencja                             | Wynik    | Miejsce |
| ----------- | --------------------------------------- | -------- | ------- |
| Moskwa 1958 | Karabin małokalibrowy leżąc, 50 i 100 m | 583 pkt. |         |

### Medale mistrzostw Europy
Opracowano na podstawie materiałów źródłowych:
| Mistrzostwa    | Konkurencja                                          | Wynik | Miejsce |
| -------------- | ---------------------------------------------------- | ----- | ------- |
| Bukareszt 1955 | Karabin małokalibrowy, trzy postawy, 50 m, drużynowo | ?     |         |
| Bukareszt 1955 | Karabin małokalibrowy leżąc, 50 m, drużynowo         | ?     |         |
| Bukareszt 1955 | Karabin małokalibrowy klęcząc, 50 m, drużynowo       | ?     |         |